# Mindelsee (Naturschutzgebiet)
Der Mindelsee ist ein durch das Regierungspräsidium Freiburg durch Verordnung vom 3. September 1984 ausgewiesenes Natur- und Landschaftsschutzgebiet auf dem Gebiet der Stadt Radolfzell am Bodensee und der Gemeinde Allensbach im baden-württembergischen Landkreis Konstanz.

## Lage
Das rund 412 Hektar große Naturschutzgebiet gehört naturräumlich zum Hegau. Es um fasst den auf einer Höhe von 406 m ü. NHN gelegenen Mindelsee, seine Uferbereiche und einen Teil der umgebenden Landschaft. Das Schutzgebiet liegt auf dem Bodanrück zwischen den Ortschaften Möggingen und Markelfingen. Das Naturschutzgebiet wird durch ein etwa 48 Hektar großes, aus acht Teilgebieten bestehendes dienendes Landschaftsschutzgebiet ergänzt.

## Schutzzweck
Wesentlicher Schutzzweck ist laut Schutzgebietsverordnung der Erhalt des Mindelsees und der ihn umgebenden Gebiete als Lebensraum für eine außergewöhnliche Vielfalt gefährdeter oder vom Aussterben bedrohter Pflanzen - und Tierarten; als international bedeutendes Feuchtgebiet für Wasservögel; als Landschaftsraum von hervorragender Eigenart und Schönheit sowie als bedeutsames Demonstrations- und Forschungsobjekt für die Wissenschaft.

## Zusammenhängende Schutzgebiete
Das Schutzgebiet wird vom Landschaftsschutzgebiet Bodanrück umgeben und ist Bestandteil des gleichnamigen Vogelschutzgebiets und des FFH-Gebiets Bodanrück und westl. Bodensee.